# 哈佳铁路
哈佳铁路是中华人民共和国黑龙江省境内的一条电气化快速铁路，连接省会哈尔滨市和同省东部城市佳木斯市，线路全长343公里，设计时速200千米/时，总投资347.14亿元，全线于2018年9月30日投入运营。

## 概述
哈佳铁路西起哈尔滨市，途径宾县、方正、依兰，终至佳木斯市，线路全长343公里，其中改造既有线6.2公里，新建线路336.8公里，牵引质量为5000吨，规划运输能力为客运2500万人/年，货运3000万吨/年，全线设哈尔滨、太平桥、赵安屯、宾西北、宾西东、宾州、宾安、胜利镇、日兴屯、双龙湖、方正、得莫利、高楞、达连河、依兰、宏克力、兴华、佳木斯西、佳木斯19座车站，此外本项目利用世界银行贷款3亿美元。
哈佳全线建成通车后，两地运行时间由原来的6小时缩短至2小时，极大的方便了沿线地区居民的出行，同时改变了宾县、方正、依兰等地不通火车的历史，并与已建成的哈齐高铁等线路共同构成黑龙江省高速铁路网主骨架；未来佳同铁路扩能改造完成后可经同江铁路大桥直至俄罗斯，大幅促进两国间人员和贸易往来。

## 历史
- 2010年7月，国家发改委批复了新建哈尔滨至佳木斯铁路项目建议书[4]，并于2014年1月批准了全线可行性研究报告[2]。
- 2014年7月9日，哈佳铁路正式开工建设，时任黑龙江省委书记王宪魁宣布项目开工[5]。
- 2015年8月30日，哈佳首座特大桥，羊角沟特大桥主体结构施工顺利完成[6]。同年10月20日，位于佳木斯市郊区敖其镇的胜利隧道成功贯通，这是全线贯通的首座隧道[7]。
- 2016年5月14日，全线最长隧道暨控制性工程之一，全长3410米的猴石山隧道成功贯通[8]。9月10日，新建哈佳铁路进入铺轨施工阶段[9]。同月，全线控制性工程之二，由中铁十九局和中铁上海工程局分别承建的依兰牡丹江特大桥和哈尔滨特大桥最大跨度连续梁相继合龙[10][11]。
- 2017年7月28日，全线架梁工程全部完成[12]。9月6日，哈佳铁路全线铺轨贯通[13]。
- 2018年5月1日，哈佳铁路开始联调联试[14]。7月3日，进入试运行阶段[15]。9月28日，相关车票开始发售，并于同月30日开通运营[3]。
- 2019年9月30日，线路开通运营一周年，共发送旅客885万人次，日均发送旅客2.4万人次[16]。同年11月25日，沿线车站采用电子客票[17]。
- 2022年12月26日，扩能改造后的鹤岗铁路开通运营，本线开行哈尔滨~佳木斯~鹤岗间动车组列车，使用CR200J型动力集中型列车[18]。
- 2023年7月20日，哈尔滨局集团在本线推出计次票、定期票等月票服务[19]。同年9月30日，哈佳铁路投入运营五周年，累计运送旅客超2700万人次[20]。
- 2025年7月1日，由中车唐山机车车辆制造的CR200J3-C型动力集中型动车组列车于本线投入营运，担当哈尔滨~佳木斯~鹤岗间C字头动车组列车[21]。